# Jean-Louis Heinrich
Jean-Louis Heinrich (* 22. Mai 1943 in Ars an der Mosel, heute Ars-sur-Moselle, Département Moselle; † 14. September 2012 in Cavaillon) war ein französischer Fußballspieler. 
Jean-Louis Heinrich, der während der Besatzung Lothringens durch die Truppen der Nationalsozialisten zur Welt kam, begann seine Karriere beim FC Metz. Der ehemalige Torwart gab sein Profidebüt bereits im Alter von gerade mal 16 Jahren, als er am 7. Februar 1960 bei einem Zweitliga-Spiel gegen Beziers eingesetzt wurde. Zunächst war Heinrich nur Ersatztorwart; in den folgenden Jahren kam er zu insgesamt elf Einsätzen, sieben davon auch in der Division 1 (heute Ligue 1). Die Saison 1963/64 war für die Karriere von Heinrich wegweisend, ob der Tatsache, dass ihm in dieser Saison der Durchbruch gelang. In der Division 2 (heute Ligue 2) bestritt Heinrich 31 Spiele. In den nächsten zwei Spielzeiten spielte er spielzeitenübergreifend 52-mal. Der damalige Erstligist AS Monaco sicherte sich 1966 die Dienste des gebürtigen Lothringers. Bei den Monegassen hielt es ihn nur drei Jahre, ehe er dann 1969 zum FC Metz zurückkehrte; mittlerweile spielten diese ebenfalls in der Division 1. In Lothringen kam er jedoch zu keinem Einsatz mehr.